# Zbór Kościoła Zielonoświątkowego „Betel” w Szczecinku
Zbór Kościoła Zielonoświątkowego „Betel” w Szczecinku – zbór Kościoła Zielonoświątkowego w RP znajdujący się w Szczecinku, przy ulicy Słonecznej 9.
Nabożeństwa odbywają się w niedzielę o godzinie 10:00. 